# Piet Bouman

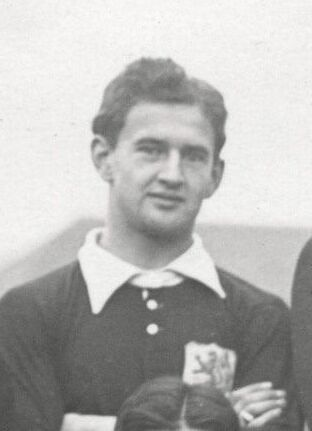
Piet Bouman (1913)

Pieter Jr. „Piet“ Bouman (* 14. Oktober 1892 in Dordrecht; † 20. Juli 1980 in Tytsjerksteradiel, Friesland) war ein niederländischer Fußballspieler. Er bestritt zwischen 1912 und 1914 neun Länderspiele für die niederländische Fußballnationalmannschaft. Bei den Olympischen Spielen 1912 gewann er mit der niederländischen Mannschaft die Bronzemedaille.